# Aleksije V. Duka Murzuful
Aleksije V. Duka Murzuful (grč. Αλέχιος Ε΄ Δούκας Μούρτζουφλος, Alexios Ε΄ Doukas Mourtzouphlos) († prosinac 1205.), bizantski car za vrijeme druge opsade Carigrada tijekom Četvrtog križarskog rata 1204. godine. Dao je ubiti dotadašnjeg cara Aleksija IV., kasnije su ga uhvatili Latini i bacili s Teodozijeva stupa zbog ubojstva mladog cara.
| Aleksije V. Duka Murzuful Dinastija Angel Umr. prosinac 1204. |                     |                                                          |
| Vladarske titule                                              |                     |                                                          |
| prethodnik Izak II. Angel i Aleksije IV. Angel                | bizantski car 1204. | nasljednik Konstantin Laskaris kao nicejski car          |
| prethodnik Izak II. Angel i Aleksije IV. Angel                | bizantski car 1204. | nasljednik Mihael I. Komnen Duka kao epirski despot      |
| prethodnik Izak II. Angel i Aleksije IV. Angel                | bizantski car 1204. | nasljednik Aleksije I. Trapezuntski kao trapezuntski car |
| prethodnik Izak II. Angel i Aleksije IV. Angel                | bizantski car 1204. | nasljednik Balduin I. kao latinski carigradski car       |